# Cambridges spinneneter
De Cambridges spinneneter (Ero cambridgei) is een spin die behoort tot de familie spinneneters.
Het vrouwtje wordt 2,5 tot 3,25 mm groot, het mannetje wordt 2,5 tot 2,75 mm. De spin lijkt op de gevorkte spinneneter, maar is donkerder. De soort komt voor in het Palearctisch gebied.